# لئو وودال
لئو ونسنت وودال (انگلیسی: Leo Vincent Woodall؛ زادهٔ ۱۴ سپتامبر ۱۹۹۶) بازیگر انگلیسی است. او برای نقش‌هایش در فصل دوم مجموعهٔ طنز نیلوفر آبی سفید (۲۰۲۲) و مجموعهٔ درام عاشقانه یک روز (۲۰۲۴) شناخته شده است.

## آغاز زندگی
وودال در همرسمیت، غرب لندن به دنیا آمد. او در خانواده‌ای بازیگر به دنیا آمد. پدر و مادرش در مدرسه نمایش با هم آشنا شدند. او گفته که از نوادگان مکسین الیوت است.
او قصد داشت در ورزش فعالیت کرد، اما پس از دیدن مجموعهٔ پیکی بلایندرز در ۱۹ سالگی تصمیم گرفت بازیگری را دنبال کند. او در سال ۲۰۱۹ با لیسانس هنر در رشته بازیگری از مدرسه آموزشی هنر (ArtsEd) فارغ‌التحصیل شد.